# Lange Gasse 2–4 (Quedlinburg)

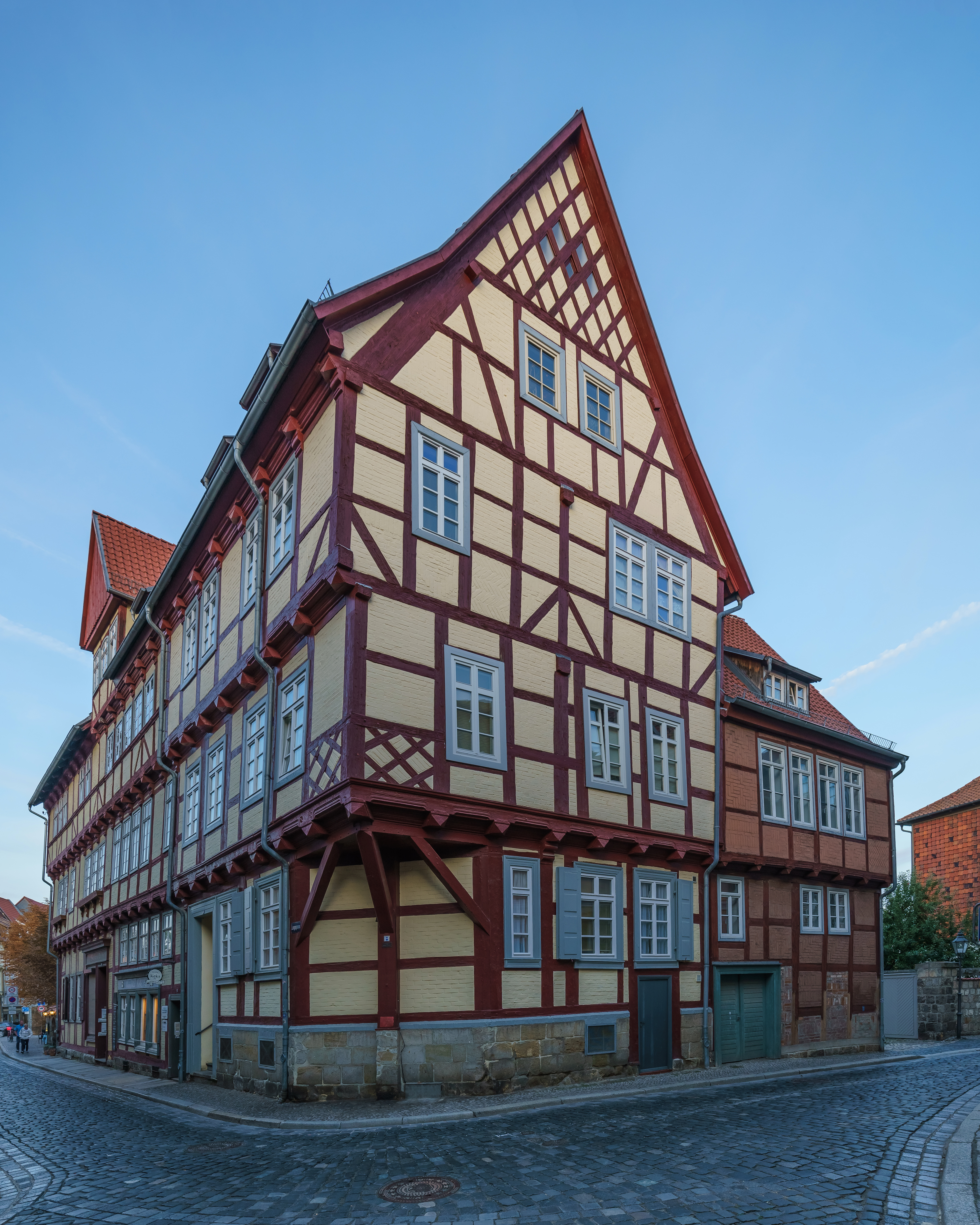
Haus Lange Gasse 2–4

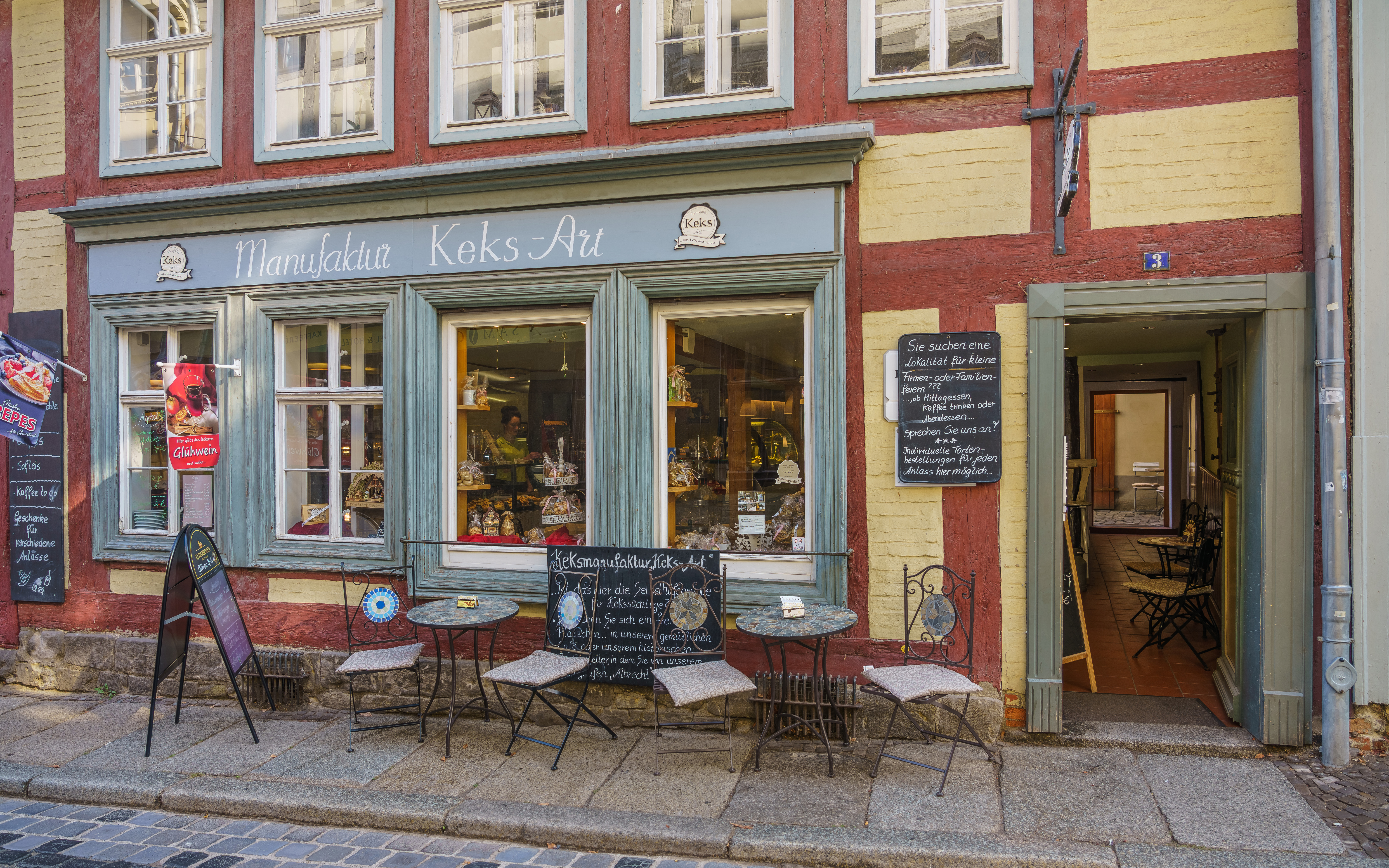
Café „Keks-Art“ im Haus

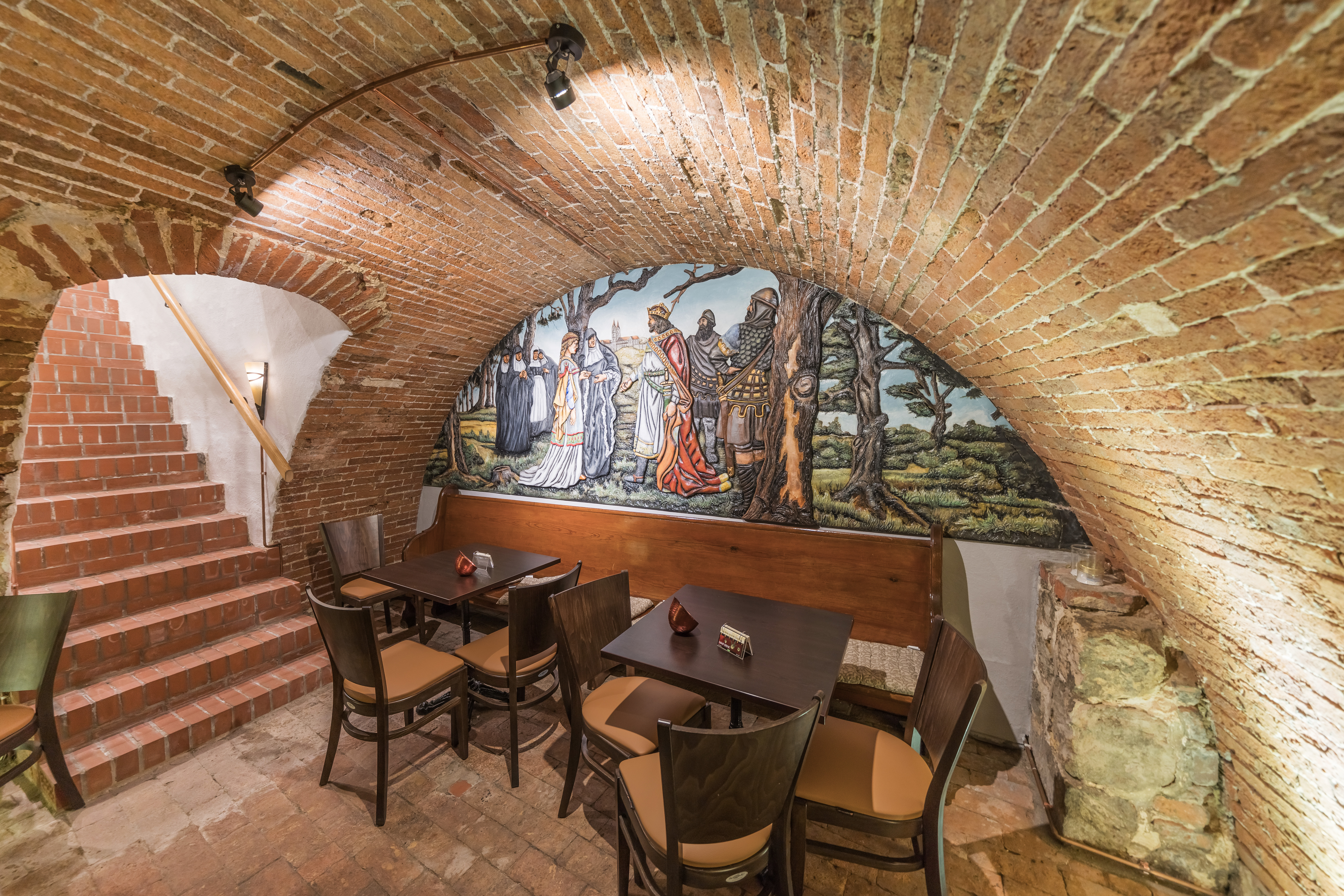
Gewölbekeller

Das Haus Lange Gasse 2–4 ist ein denkmalgeschütztes Gebäude in Quedlinburg in Sachsen-Anhalt.

## Lage
Das im Quedlinburger Denkmalverzeichnis als Wohnhaus eingetragene Gebäude befindet sich im Quedlinburger Stadtteil Westendorf. Es befindet sich in einer Ecklage der nach Osten abknickenden Straße und gehört zum UNESCO-Weltkulturerbe.

## Architektur und Geschichte
Das große dreigeschossige Fachwerkhaus wurde nach einer am Gebäude befindlichen, mit einem Wappen versehene Inschrift HANS REULE ZIMMERMAN im Jahr 1674 durch den Zimmermann Hans Reule gebaut. Mittig über der nach Westen ausgerichteten straßenseitigen Fassade befindet sich ein Zwerchhaus. Das schlichte Fachwerk des Hauses verfügt in einigen Feldern über Brüstungsstreben und brüstungshohe Rautenkreuze. Die Gefache sind mit Ziegeln im Mäander- und Fischgrätenverband versehen. Die Stockschwellen sind mit Schiffskehlen verziert. Darüber hinaus bestehen Pyramidenbalkenköpfe.
An der Hausnummer 4 befanden sich ursprünglich mit Engelsköpfen beschnitzte Eckkonsolen, die jedoch entfernt wurden und sich jetzt im Museum befinden. In der Nähe der südöstlichen Hausecke befand sich ursprünglich ein sich über zwei Felder im ersten und zweiten Obergeschoss erstreckender Erker.
In der zweiten Hälfte des 19. Jahrhunderts erfolgte der Einbau von Ladengeschäften.